# Németh Antal (labdarúgó)
Németh Antal (1919. április 26. – 1985. július 5.) válogatott labdarúgó, csatár, jobbszélső.

## Pályafutása

### Klubcsapatban
Ökölvívóként kezdte a sportolást, majd az Újpest és a Vasas labdarúgója lett. Gyors, bátor szélső játékos volt, aki gólveszélyesen játszott.

### A válogatottban
1942-ben egy alkalommal szerepelt a magyar labdarúgó-válogatottban és egy gólt szerzett. Ez egyetlen Vasas játékos, aki a második világháború alatt a válogatottban szerepelt.

## Statisztika

### Mérkőzése a válogatottban
| Magyarország | Magyarország      | Magyarország              | Magyarország | Magyarország | Magyarország | Magyarország | Magyarország | Magyarország |
| #            | Dátum             | Helyszín                  | Hazai        | Eredmény     | Vendég       | Kiírás       | Gólok        | Esemény      |
| ------------ | ----------------- | ------------------------- | ------------ | ------------ | ------------ | ------------ | ------------ | ------------ |
| 1.           | 1942. november 1. | Budapest, Üllői úti pálya | Magyarország | 3 – 0        | Svájc        | barátságos   | 1            | 73'          |
|              | Összesen          |                           |              | 1            | mérkőzés     |              | 1            | gól          |